# Żerocin
Żerocin [pronunciación en polaco: /ʐɛˈrɔt͡ɕin/] es un pueblo en el distrito administrativo de Gmina Drelów, dentro del condado de Biała Podlaska, Voivodato de Lublin, en el este de Polonia. Se encuentra a unos 5 kilómetros al noreste de Drelów, 17 kilómetros al suroeste de Biała Podlaska, y 82 kilómetros al norte de la capital regional Lublin. De 1975 a 1998, Żerocin estuvo en el ahora desaparecido Voivodato de Biała Podlaska.
El pueblo tiene una población de 580 habitantes.